# Ť
A Ť / ť (latin small/capital letter t with caron) a t hacsekkal ellátott párja (amely a nagybetűn rendesen is látható). Megtalálható a cseh és szlovák nyelvben. A magyarban ty-vel jelölt [c] hang leírására szolgál.

## Bevitele a számítógépen
| Billentyűzetkiosztás | kisbetű    | nagybetű         |
| -------------------- | ---------- | ---------------- |
| Windows billentyűzet | AltGr+2; T | AltGr+2; Shift+T |

### Karakterkódolással
| Karakterkészlet | Kisbetű (ť) | Nagybetű (Ť) |
| --------------- | ----------- | ------------ |
| Unicode         | U+0165      | U+0164       |
| HTML/XML        | &357;       | &356;        |

### Angolul
- Kis- és nagybetűs Unicode-kódok
- Cseh kiejtés
- Szlovák kiejtés